# José Monir Nasser
José Monir Nasser (Curitiba, 29 de junho de 1957 - Curitiba, 16 de março de 2013) foi um economista e escritor brasileiro.
Monir figurou no conjunto de personalidades responsáveis pelo reavivamento de estudos em conhecimentos tradicionais no Brasil, particularmente atuando no ensino de literatura e cultura geral. Nasser atuou ainda como pintor, crítico literário e pesquisador de religiões comparadas.
Foi grande crítico do sistema educacional brasileiro, e propagador da necessidade de um retorno ao que chamava de "verdadeiro ensino" no Brasil através da literatura e filosofia. Em uma de suas palestras, resumiu: “O que chamamos de educação é, na verdade, ensino. E esse ensino não passa de uma distribuição de promoções sociais em forma de diplomas, na qual ninguém acha que vai aprender coisa alguma”.

## Biografia
José Monir Nasser se tornou conhecido como realizador do programa “Expedições ao Mundo da Cultura”. Formado em Letras e Economia, o curitibano teve uma vasta carreira como economista, consultor, palestrante, escritor, editor, pintor, crítico literário, pesquisador de religiões comparadas, entre outras funções. Durante o projeto, realizado em São Paulo, Curitiba, Londrina e Paranavaí, Nasser teve vários alunos voluntários. Nasser ainda se dedicou à pintura e foi fundador da empresa de consultoria Avia Internacional e da Tríade Editora, além de ter presidido, de 2008 a 2011, a sede curitibana da Aliança Francesa.

### Comentários sobre O Trivium
Monir Nasser prefaciou O Trivium da Editora É Realizações, participando de palestras sobre o livro. Citando diretamente a abertura da Magna Didactica e identificando nela o DNA da pedagogia moderna nas suas características estruturantes (triunfalismo, epicurismo, massificação do ensino, uniformização do conteúdo, automatização da aprendizagem e insensibilidade às individualidades), o autor argumenta que o método de Comenius teria trazido prejuízos para a educação ao enfatizar ensino universal de praticamente todas as ciências humanas desde a tenra infância, com um sentido utilitário, o que teria prejudicado a  formação de indivíduos com senso crítico mais apurado.

### Como professor
Monir foi um crítico rigoroso do sistema educacional brasileiro e como professor influenciou muitas pessoas, dentre elas empresários, estudantes, professores, economistas, profissionais liberais, presidentes de entidades, jornalistas. Apresentou grande interesse e habilidade sobre os grandes clássicos: Aristóteles, Platão, Santo Agostinho, Boécio, Dante, Shakespeare, Dostoievski, Kafka e Chesterton.

### Morte
Nasser morreu no dia 16 de março de 2013 em Curitiba. Ele sofreu um acidente vascular cerebral enquanto se preparava para dar aula. O corpo foi enterrado no cemitério Água Verde.

## Obras publicadas

### Livro
- A Economia do Mais, 2003.[7]

### Artigo
- O Brasil que deu certo: a saga da soja brasileira, 2005.[8][9]

### Prefácio
- O Trivium: as artes liberais da lógica, gramática e retórica, Miriam Joseph.[10]
- Como ler livros, Mortimer Adler.[11]

### Palestras que se tornaram livros
- A Morte de Ivan Ilitch – O Senhor dos Anéis[12]
- O Mercador de Veneza – Moby Dick[13]
- O Inspetor Geral – Admirável Mundo Novo[14]
- Gênesis – O Livro de Jó[15]
- Os Lusíadas – Fédon[16]
- Otelo – O Idiota[17]
- O Processo Maurizius – Comentários Sobre o Sermão da Montanha[18]
- Tartufo – O Pato Selvagem[19]
- Memórias Póstumas de Brás Cubas – Os Noivos[20]
- O Processo – A Consolação da Filosofia[21]